# Albert Arthur Chambers
Albert Arthur Chambers (Cleveland, 22 de junio de 1906 - Sun City Center, Florida, 18 de junio de 1993) fue el iniciador del Movimiento Anglicano de Continuación a nivel mundial como un cuerpo colegiado en defensa de la Ortodoxia Católica que predica el evangelio en los postulados del Anglicanismo.
El Obispo Albert Arthur Chambers fue el VII Obispo de Springfield, después de haber servido por muchos años como rector en la iglesia de la Resurrección en Manhattan New York, entre 1949 y 1962. Fue consagrado obispo por los obispos Arthur Lichtenberger, Horace Donegan y J. Reginald Mallett. En los años 70' desvirtuó teológicamente y con acciones pastorales concretas la ordenación de mujeres al presbiterado y al episcopado.
El Obispo Albert Chambers convocó en 1977 el magno congreso de San Luis (Misuri) para rescatar la ortodoxia en el anglicanismo. La Afirmación de St. Louis es la constitución del Movimiento Continuante Anglicano. Participaron más de 2000 anglicanos provenientes de Europa, Asia, Oceanía , África y América.
En enero de 1978 el Obispo Albert Chambers expandió la jurisdicción canónica con las ordenaciones de los primeros cuatro Obispos que constituyeron el inicio de la Iglesia Anglicana de Norteamérica y mantienen hasta la fecha la sucesión Chambers que de manera específica se encuentra en la Provincia Original y su segunda provincia en la india con más de veinte diócesis en el mundo.
El Obispo Albert Arthur Chambers tuvo especial interés en América Latina autorizando directamente la apertura de la misión en Colombia, para la ordenación del Obispo Víctor Manuel Cruz Blanco, el actual Obispo en Latinoamérica representando el anglicanismo continuante de la Iglesia Católica Anglicana es el muy Revmo. Germán Orrego Hurtado incluyendo las diócesis latinas; en actualidad existen diócesis en proceso de unidad con la ACC
El Obispo Albert Arthur Chambers nació en Cleveland Ohio el 22 de junio de 1906. El Obispo Albert Chambers se graduó con honores de Hobart College and General Theological Seminary. Estuvo casado durante 42 años con Frances Davis. Le sobrevive una hija, Frances C. Roger, una hermana Eleanor McIntosh de Cleveland, siete nietos y un bisnieto. Murió en 1993 de un ataque al corazón, a los 86 años, gozando de buen retiro en un hospital de Sun City Center en el Estado de la Florida.